# Martin Gábor
Martin Gábor (Békéscsaba, 1953 –) fotóművész, író, operatőr. 

## Élete
Képesítése szerint fotóriporter, (Bálint György Újságíró Akadémia Fotóriporteri szak), valamint földrajz, rajz,- művészettörténet szakos tanár. 1967 óta fényképez.
Volt TV híradós filmoperatőr, fotóriporter, végül szabadfoglalkozású reklámfotós, ám mindvégig jelen volt a művészeti fotográfiában is. Munkahelyei voltak többek közt a Magyar Televízió, a Szolnok Megyei Néplap, a Békés Megyei Népújság, s a Békés Megyei Önkormányzat.
1981-ben alapította meg a Reklámfotó Stúdió önálló vállalkozást, ahol irányítása alatt ez a team nyomdákkal,  studiókkal, grafikusokkal, nyomdászokkal, dekoratőrökkel és mindenféle, az adott területet művelő szakemberekkel karöltve sikeresen működött 28 éven át. Munkái könyvek, prospektusok, plakátok, naptárak, és csomagolástechnikai eszközök: tasakok, dobozok, flexibilis csomagolástechnikai fóliák tervezéséből, fotózásából, nyomdai előkészítéséből és  nyomdai kiviteleztetéséből állt. 
Nevéhez fűződik egy új fényképkidolgozási formanyelv létrehozása, melynek révén egy acélmetszethez, rézkarchoz hasonló finom grafikai jellegű struktúra keletkezik. Képeiből több önálló kiállítása volt itthon, ill. Svájcban. Legjelentősebb elismerései között szerepel a "Vénus" világverseny ezüstérme, (1974), a Vosz Prima-díja, (2008), nívódíj, stb, stb.  is. A "Békéscsabáért" kitüntetés birtokosa.  
Az önkifejezési formák, eszközök repertoárjába az utóbbi években felkerült a versírás és a zene /zongora/ is.
A Magyar Alkotóművészek Országos Egyesületenek és a Magyar Fotóművészek Szövetségenek tagja. 
Egyik legismertebb, legnépszerűbb fotóalbuma a "Lélekfények" amely a nőiesség témakörét járja körül. Bevezetőjében így vall a szerző: 

„„Éveken át fényképeztem ezeket a lányokat abban a hitben, hogy képeiken a lelkükből, egyéniségükből is sikerült valami lényegeset megjelenítenem. Azt a valamit személyes varázsukból, ami nem látható, legfeljebb megérezhető. A szelídséget, vibráló csillogást, vagy éppen csendességük mélységét.””

– Martin Gábor

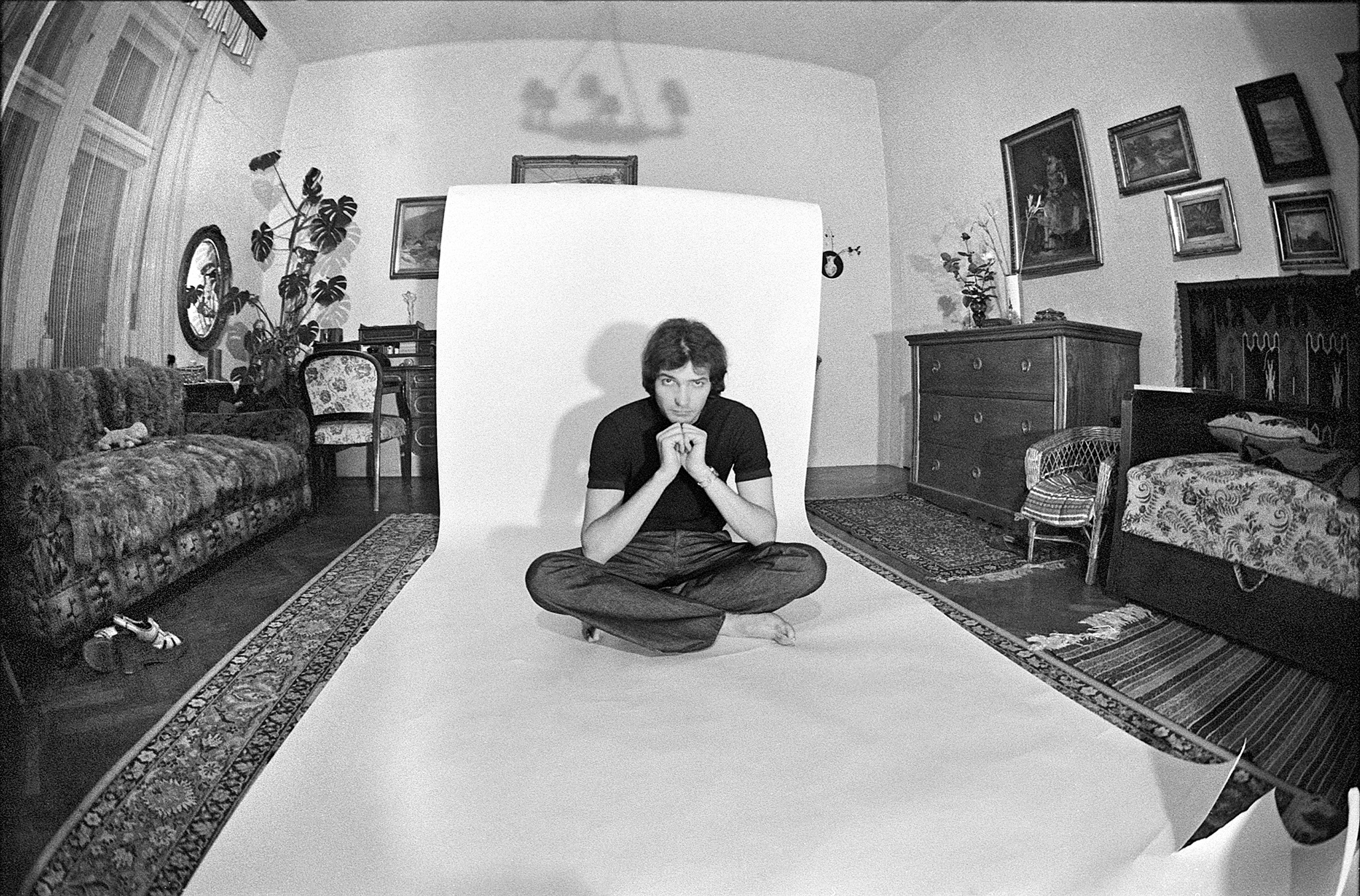
Önarckép (1972)

Az "Álometűdök"-ben saját verseit illusztrálta fotókkal. A fotográfia műfaji határait, lehetőségeit kutatva született az album anyagából egy irodalmi est sorozat, ahol három műfaj találkozásának lehettünk szem és fültanúi: a vers, a fotó és a zene találkozott az alkotó látomásai nyomán. Megfigyelhettük, hogyan hat egymásra, hogyan erősíti egymást a három műfaj az egy tőről fakadás okán!
„Martin Gábor a régi polihisztorok módján - egyidejűleg több műfaj határait kutatja, nemegyszer átlépve azokon. Ez az átjárhatóság azután szinte korlátlan lehetőséget teremt számára, hogy elkalauzoljon bennünket az érzékek birodalmába!” (Idézet Fekete Péter színházigazgató, /Kultúráért felelős államtitkár/ Vigadóbeli 2008 május 21-i megnyitójából)
2008-ban készült el az „Álometűdök”, 2014-ben pedig a „Lélekfények” c. kötet televíziós filmadaptációja Lukács Sándor (színművész) Kossuth díjas, Prima Primissima díjas Érdemes művész közreműködésével, melyet éveken át vetített a DUNA Televízió.
Családja több híres művészt adott a világnak: nagybátyja Sík Ferenc a Nemzeti Színház Kossuth díjas  főrendezője, a Gyulai Várszínház volt művészeti igazgatója, Takács Győző keramikusművészt, Mladonyiczki Béla szobrászművészt, Martincsek Ágnes keramikus művészt.
Martin Gábor leánygyermeke Martin Wanda (sz.: 1991), a Londonban élő és alkotó divatfotográfus, filmes, fotóművész, fiai: Martin Péter (sz.: 1979) grafikusművész, Martin Norbert (sz.: 1984) grafikusművész.

## Díjak, elismerések
- 17 évesen országos fotópályázatot nyer.
- Számos elismerése között szerepel a „VÉNUSZ” /Krakkó/ világverseny ezüstérme, (1974),
- a VOSZ Prima-díja, (2008),
- a Békéscsabáért cím kitüntetése is. (2016).

## Önálló fotóalbumai
- Mladonyiczki Béla szobrász (1983)
- Békéscsaba - városalbum (1984)
- Lélekfények – kalandozás a nőiesség témakörében (1998)
- Álometűdök - (saját versek fotóillusztrációkkal, 2005)
- Csabai séták I. (2012)
- Csabai séták II. (2013)
- Csabai séták III. (2015). Ebben a sorozatban Békéscsaba város életéről készített mintegy 50 évnyi fényképanyag legjavát ismerhetjük meg.

## Publikációi
- Lélekfények, magánkiadás, Békéscsaba, 1998.
- Álometüdök – fotográfiák és versek a szerelemről az életről, magánkiadás, Békéscsaba, 2006